# Авелгем
Авелгем (на нидерландски: Avelgem) е селище в Северозападна Белгия, окръг Кортрейк на провинция Западна Фландрия. Населението му е около 9500 души (2006).